# NGC 9

## Галерея

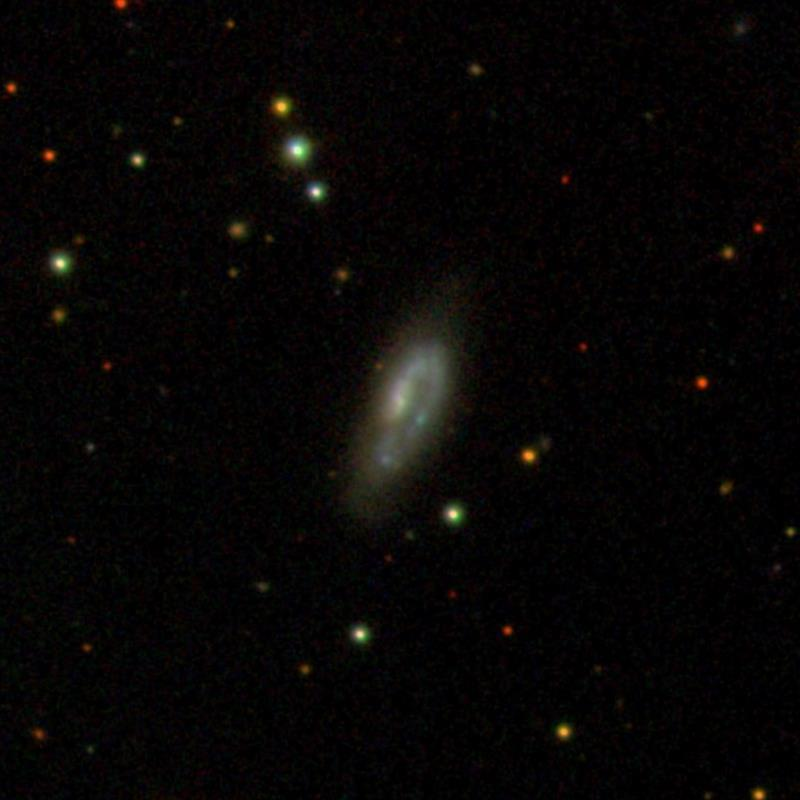
NGC9 на зображенні SDSS